# Bucht von Bintuni
Die Bucht von Bintuni (indonesisch Teluk Bintuni, auch Bentuni Bay) liegt zwischen der Vogelkop- und Bomberai-Halbinsel im Westen der Insel Neuguinea.

## Geographie
Das Gebiet ist Teil der indonesischen Provinz Papua Barat. Der Regierungsbezirk Teluk Bintuni umschließt vollständig die Bucht. Westlich verbreitert sich die Bucht von Bintuni in die Berau-Bucht, die sich wiederum im Westen der Seramsee öffnet. Im Süden befindet sich die Bomberai-Halbinsel, unter anderem mit den Inseln Amutu Besar und Asap vor der Küste. Im Norden wird die Bucht von der Halbinsel Vogelkop begrenzt.